# Laurie Cabot
Laurie Cabot é uma Sumo Sacerdotisa norte-americana e uma das primeiras a popularizar a Bruxaria nos Estados Unidos da América.
É autora de livros tais como: The Power of the Witch, The Witch in Every Woman, Celebrate the Earth. Também fundou a Cabot Tradition of the Science of Witchcraft e Witches' League for Public Awareness para defender os direitos civis dos Bruxos. Nos anos 70 foi declarada pelo governador Michael Dukakis como a "bruxa oficial de Salem, Massachusetts" honrando-a assim pelo trabalho prestado com crianças com necessidades especiais.
Continua a residir em Salem onde tem uma loja chamada The Cat, the Crow, and the Crown. É talvez uma das bruxas mais conhecidas no mundo. É considerada a "lenda" de Salem e uma respeitada celebridade local.
Vida e Carreira
Laurie Cabot nasceu como Mercedes Elizabeth Kearsey em 1933 na cidade de Wewoka, [Oklahoma]]. Cabot diz que desde criança mantém este interesse pelo ocultismo desenvolvendo-o em Boston enquanto se transformava numa jovem mulher que "assombrava" as paredes na Biblioteca Pública de Boston. 
Nos anos 50 trabalhou como dançarina no clube nocturno chamado "The Latin Quarter" propriedade de Lou Walters. Cabot foi questionada por Lou Walters para abrir o seu Las Vegas Latin Quarter cujo pedido recusou. Casou duas vezes e em cada casamento teve uma filha, Jody Cabot e Penny Cabot as quais foram criadas como bruxas. 
Laurie Cabot abriu a primeira "loja de bruxas" no mundo, em Salem na década de 70, a qual foi considerada como um destino turístico. Actualmente existem diversas lojas em toda a baixa de Salem, mas foi Cabot que desbravou o caminho para início deste negócio. Na loja vendia ervas, joalharia, baralhos de Tarot e outros itens usados na bruxaria. Mais tarde transferiu a loja para uma velha casa na rua de Essex que chamou de "Crow Haven Corner". A loja continua aberta, mas já não pertence à família Cabot. Laura Cabot mantém na mesma uma loja em Salem em Pickering Wharf e um popular destino turístico como também uma importante fonte para todas as bruxas.
Cabot é bastante conhecida pelo seu negócio, palestras e livros. No final da década de 1980 teve uma participação nos talk-shows Oprah Winfrey Show e Phil Donahue. 